# L'Amant libéral
L'Amant libéral (El amante liberal) est une des nouvelles courtes du recueil de Miguel de Cervantes les Nouvelles exemplaires. Elle réunit des éléments d'une nouvelle mauresque avec ceux d'un roman byzantin bien que ce dernier aspect soit critiqué.
La nouvelle traite d'un amour généreux, de la captivité et recèle des éléments autobiographiques que Cervantes mêle à un récit imaginaire.

## Thème
Ricardo est un chevalier sicilien prisonnier en Turquie. Il raconte à son ami, le renégat Mahamut prisonnier avec lui, les causes de sa captivité.
À Trapani vivait une jeune fille nommée Léonise dont la beauté était chantée par les poètes. Ses cheveux étaient couleur or, ses yeux étaient deux soleils resplendissant, ses joues des fleurs roses, ses dents des perles, ses lèvres des rubis, sa gorge d'albâtre, et tous ces attributs ensemble étaient d'une merveilleuse harmonie.
Ricardo tombe amoureux de Léonise, mais la jeune fille lui préfère Cornelio. Durant une rixe entre Ricardo, Cornelio et ses parents dans un jardin de la côte, des Turcs arrivent. Ils capturent Ricardo et Léonise alors que Cornelio a le temps de fuir. La malchance sépare Léonise de Ricardo, faisant penser à celui-ci que la jeune fille est morte dans une tempête. 
Lorsque ce récit se termine, on retrouve Ricardo aux côtés des Turcs nobles Ali, Hazán et du Kadi de la ville alors qu'une belle chrétienne est à vendre : Léonise. Ali et Hazán se proposent d'acheter Léonise pour le Grand Turc, mais, en secret, la désirent. Le Kadi, qui la désire également, prend la décision de passer une nuit avec elle avant de l'envoyer au Grand Turc au nom d'Ali et de Hazan. Plus tard, Ricardo se met d'accord avec Mahamut et entre au service du Kadi.
L'action se complique. Par le biais de ses serviteurs Ricardo et Mahmut, le maître tente de faire convaincre Léonise d'accéder à ses désirs, pendant que l'épouse du Kadi, Halima, est attirée par Ricardo et charge Léonise d'une mission similaire. La conséquence de ces machinations est une rencontre de Ricardo et de Léonise. Pendant ce temps, Ali et Hazan réclament la remise de l'esclave au Grand Turc, les serviteurs proposent alors à leur maître un plan pour que, durant le voyage, il puisse assouvir son désir en faisant disparaître son épouse.
Ils ont également un plan prêt pour pouvoir faire échapper Léonise, pendant que Halima pense avoir également le sien. Le navire du Kadi est attaqué par deux bateaux, ceux d' Ali et de Hazan qui se font passer l'un pour un pirate et l'autre pour un chrétien. Après un combat Ricardo et Mahamut se font maîtres de la situation et retournent heureux en Sicile.